# Oberonia pachyphylla
Oberonia pachyphylla är en orkidéart som beskrevs av George King och Robert Pantling. Oberonia pachyphylla ingår i släktet Oberonia och familjen orkidéer. Inga underarter finns listade i Catalogue of Life.